# Wijken en buurten in Woerden
De Nederlandse gemeente Woerden is voor statistische doeleinden onderverdeeld in wijken en buurten. De gemeente is verdeeld in de volgende statistische wijken:
- Wijk 00 Woerden-Midden (CBS-wijkcode:063200)
- Wijk 01 Woerden-West (CBS-wijkcode:063201)
- Wijk 02 Woerden-Oost (CBS-wijkcode:063202)
- Wijk 03 Zegveld (CBS-wijkcode:063203)
- Wijk 04 Kamerik (CBS-wijkcode:063204)
- Wijk 05 Harmelen (CBS-wijkcode:063205)

Een statistische wijk kan bestaan uit meerdere buurten. Onderstaande tabel geeft de buurtindeling met kentallen volgens het Centraal Bureau voor de Statistiek (2008):
| CBS-buurtcode | Buurtnaam                      | Inwonertal | Opp. totaal (ha) | Opp. land (ha) | Ligging                |
| ------------- | ------------------------------ | ---------- | ---------------- | -------------- | ---------------------- |
| BU06320000    | Binnenstad                     | 1870       | 44               | 36             | Locatie in de gemeente |
| BU06320001    | Bloemenwijk en industriegebied | 2050       | 55               | 51             | Locatie in de gemeente |
| BU06320002    | Woerden Noord                  | 3200       | 69               | 66             | Locatie in de gemeente |
| BU06320003    | Oudeland en Meander            | 790        | 50               | 43             | Locatie in de gemeente |
| BU06320004    | Staatsliedenkwartier           | 3430       | 80               | 78             | Locatie in de gemeente |
| BU06320005    | Kromwijk                       | 150        | 188              | 184            | Locatie in de gemeente |
| BU06320006    | Boerendijk en Bomenwijk        | 2000       | 46               | 45             | Locatie in de gemeente |
| BU06320007    | Tournoijsveld                  | 3220       | 60               | 58             | Locatie in de gemeente |
| BU06320009    | Molenvliet                     | 3860       | 176              | 172            | Locatie in de gemeente |
| BU06320100    | Barwoutswaarder                | 5970       | 369              | 364            | Locatie in de gemeente |
| BU06320101    | Rietveld                       | 320        | 518              | 508            | Locatie in de gemeente |
| BU06320200    | Geestdorp                      | 170        | 149              | 146            | Locatie in de gemeente |
| BU06320201    | Breeveld                       | 270        | 351              | 301            | Locatie in de gemeente |
| BU06320209    | Snel en Polanen                | 6620       | 298              | 281            | Locatie in de gemeente |
| BU06320300    | Zegveld                        | 1960       | 281              | 271            | Locatie in de gemeente |
| BU06320301    | Rondweg-Milandweg              | 210        | 1157             | 1128           | Locatie in de gemeente |
| BU06320302    | Stichtse Meije                 | 180        | 96               | 95             | Locatie in de gemeente |
| BU06320400    | Kamerik waaronder Kanis        | 2980       | 191              | 184            | Locatie in de gemeente |
| BU06320402    | Mijzijde                       | 160        | 221              | 203            | Locatie in de gemeente |
| BU06320403    | Oud-Kamerik                    | 80         | 119              | 112            | Locatie in de gemeente |
| BU06320404    | Teckop                         | 160        | 77               | 69             | Locatie in de gemeente |
| BU06320405    | Houtdijken                     | 50         | 41               | 41             | Locatie in de gemeente |
| BU06320406    | 's-Gravesloot                  | 110        | 42               | 42             | Locatie in de gemeente |
| BU06320409    | Verspreide huizen              | 230        | 2238             | 2135           | Locatie in de gemeente |
| BU06320500    | Harmelen waaronder Haanwijk    | 6860       | 143              | 138            | Locatie in de gemeente |
| BU06320501    | Harmelerwaard                  | 200        | 66               | 62             | Locatie in de gemeente |
| BU06320503    | Breudijk                       | 220        | 283              | 277            | Locatie in de gemeente |
| BU06320504    | Gerverscop                     | 160        | 550              | 545            | Locatie in de gemeente |
| BU06320505    | Reijerscop                     | 140        | 545              | 538            | Locatie in de gemeente |
| BU06320509    | Verspreide huizen              | 770        | 789              | 777            | Locatie in de gemeente |